# 奧庫山
06°12′06″N 10°31′03″E / 6.20167°N 10.51750°E

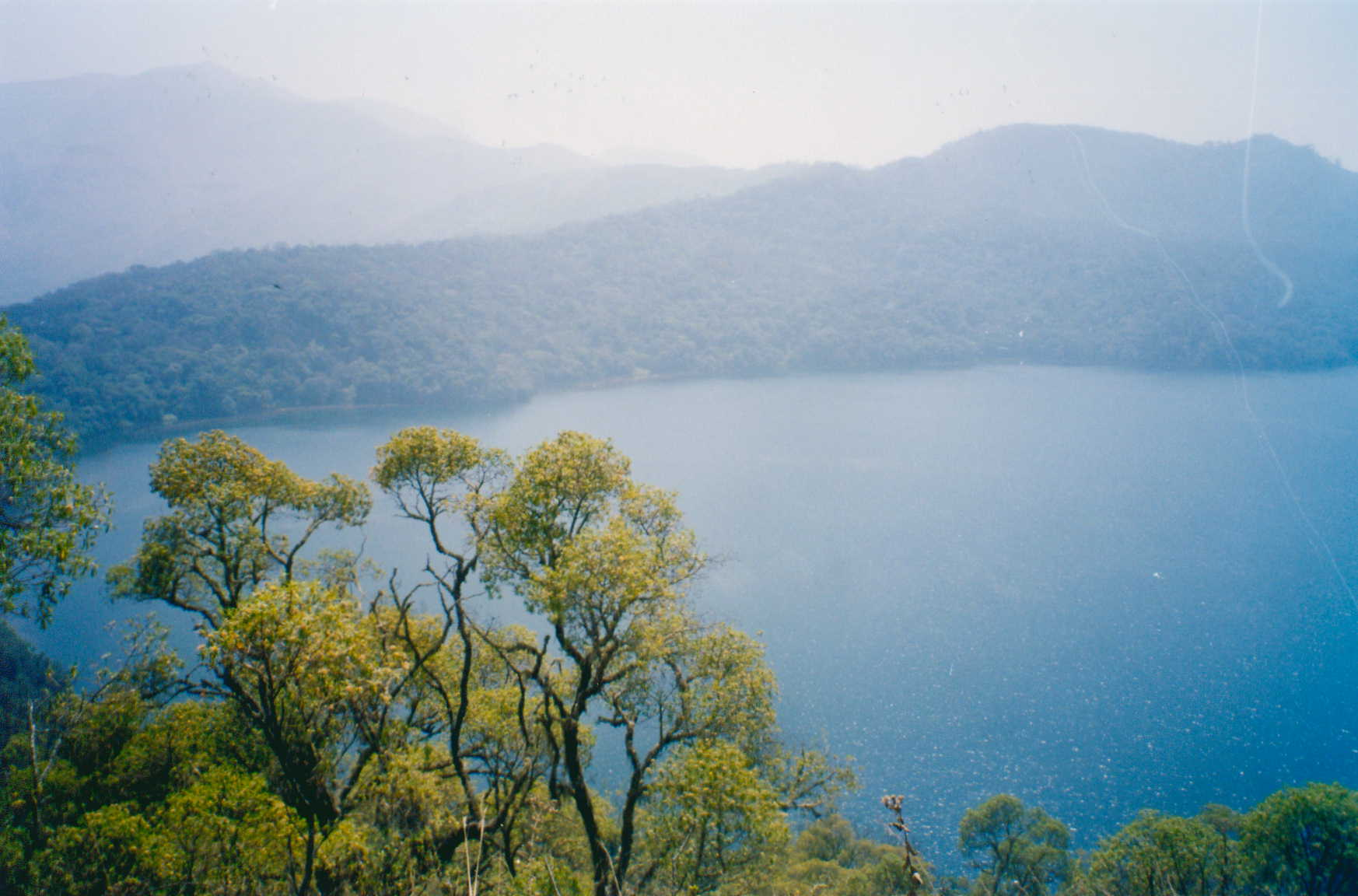

奧庫山（英語：Mount Oku)是喀麥隆的山峰，位於該國西北部，由西北區的布伊州負責管轄，屬於巴門達高原的一部分，海拔高度3,011米，是中部非洲第二高峰。